# Prodontia
Prodontia is een kevergeslacht uit de familie van de boktorren (Cerambycidae). De wetenschappelijke naam van het geslacht werd voor het eerst geldig gepubliceerd in 1834 door Audinet-Serville.

## Soorten
Prodontia is monotypisch en omvat slechts de volgende soort:
- Prodontia dimidiata Audinet-Serville, 1834